# Banda Simfònica Ciutat d'Eivissa

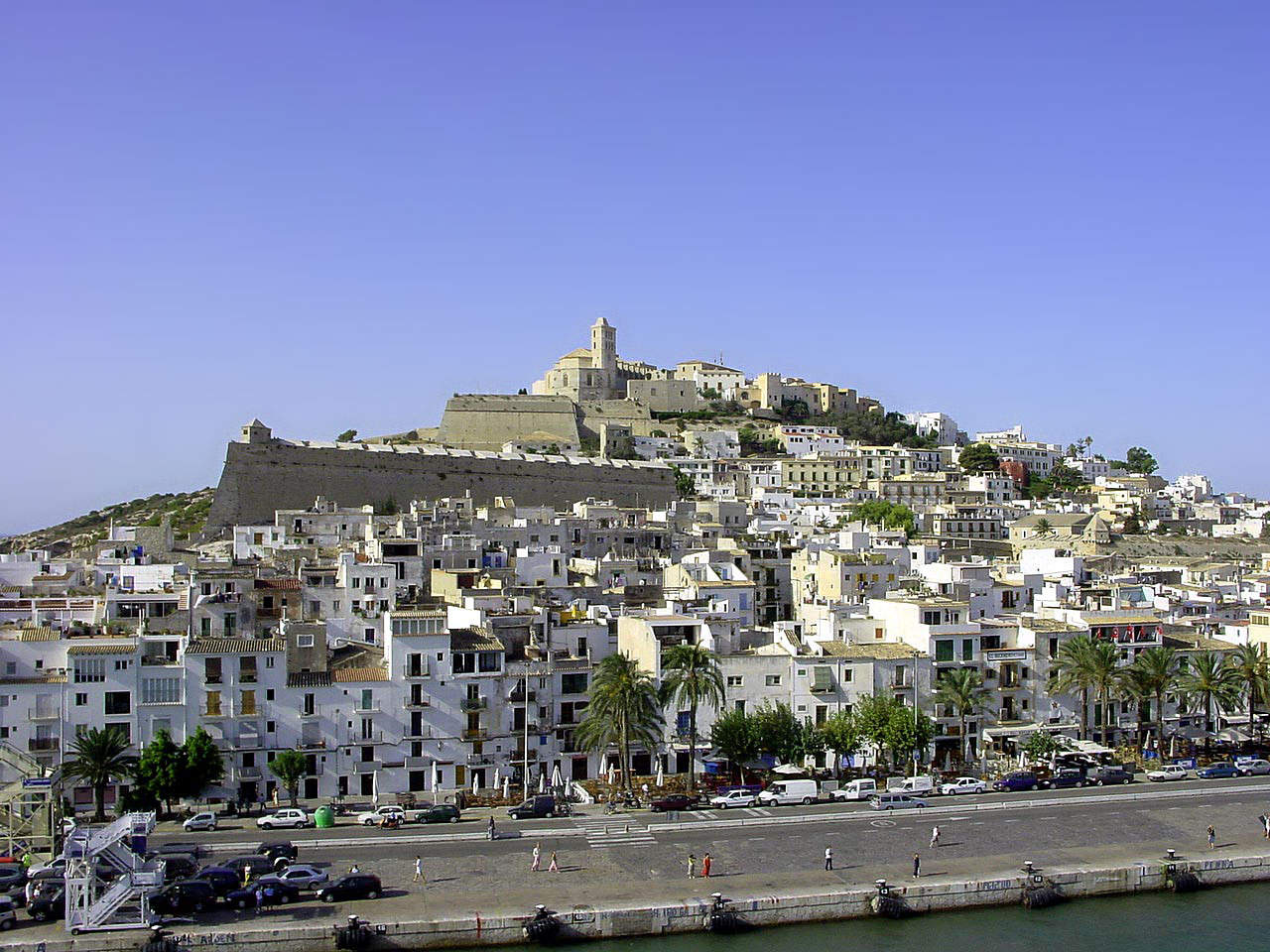
Eivissa

La Banda Simfònica Ciutat d'Eivissa és una banda de música d'Eivissa La banda fou creada el 1990 per Manuel Ramón Mas, el seu director, com a integrant del Patronat de Música de l'Ajuntament d'Eivissa, i integrada per antics components de la desapareguda Banda Municipal de Música de l'Ajuntament d'Eivissa,(o Banda Municipal de Música d'Eivissa) fundada l'any 1925 i que funcionà fins al 1982, membres de l'Orquestra Juvenil Pro-Música i músics residents a Eivissa. Donà el seu primer concert al mes de desembre del 1990, i el 1996 incorporà instruments de corda convertint-se en banda simfònica. Ha estat dirigida des dels seus inicis fins a la data de la seua jubilació, l’any 2013, per Manuel Ramon Mas. Posteriorment la seva direcció va passar a Adolfo Villalonga Juan fins a acabar l'any 2019. Actualment el seu director és Miquel Àngel Aguiló (2020 - actualitat).
La Banda Simfònica Ciutat d'Eivissa ha actuat a tots els indrets de les Illes Pitiüses. El 1999 actuà a Maó i Ciutadella i fou la banda convidada al Primer Festival de Bandes de Música de les Illes Balears, celebrat a Palma; participà també al Segon Festival de Bandes celebrat el març de 2000 a Eivissa i Formentera. L'any 2002 va actuar a les poblacions de ses Salines i Muro a l'illa de Mallorca. La Banda Simfònica ofereix quinze concerts anuals a la ciutat d'Eivissa, entre ells el Concert d'Any Nou, el Concert de Setmana Santa i el Concert de Sa Terra que se celebra el dia sis d'agost. També ofereix concerts als diferents pobles d'Eivissa.

## Col·laboracions
La Banda Simfònica Ciutat d'Eivissa, ha comptat a moltes de les seues actuacions amb la participació de diverses agrupacions de les Illes, com són, el cor "Ciutat d'Eivissa" i la "Coral universitària de les Illes Balears", grups de dansa com a "Capricorn" i "Centro de Danza", els cantants solistes Marga Bufí, Tito Zornoza, Isidor Marí, Teresa Verdera, Ángela Cervanteswww.angelacervantes.es Arxivat 2012-06-01 a Wayback Machine. i grups com:
- Statuas de sal[4]
- Uc
- Projecte Mut
- Aires Formenterencs
- Ressonadors

També ha comptat amb la col·laboració del grup Foc i Fum en alguns dels seus concerts. Al mes de març de 2007 va oferir un concert a la ciutat de Conca.

## Primer concert de la Banda Simfònica Ciutat d'Eivissa
El 1990, durant el mandat de l'alcalde Enric Fajarnés i de la regidora de Cultura Maria Giménez, és nomenat Manuel Ramón Mas, director de bandes de música civils i militars i antic músic de la Banda de Música del Regiment d'Infanteria Teruel 48, per fer-se càrrec del Patronat Municipal de Música i entrà en negociacions amb membres de la desapareguda Banda Municipal de Música i els joves músics de l'Orquestra Juvenil de Pro Música per recuperar la banda de música municipal. En pocs mesos, Manuel Ramon va aconseguir reorganitzar la banda de música i el dia 29 de desembre de 1990, la Banda Ciutat d'Eivissa dona el seu primer concert a la sala de festes del Casino de Ibiza, encara que s'havia previst fer-ho al passeig de Vara de Rey, però el mal temps aconsellà el canvi de lloc.
Aquest acte fou un gran esdeveniment popular, amb diversos parlaments i la sala abarrotada amb gran expectació.
La Banda Ciutat d'Eivissa interpretà el següent programa:
El pasdoble "Evocación"; l'intermedi de la sarsuela "La leyenda del beso"; el vals "Olas del Danubio"; els temes de les pel·lícules "Exodo", "Love Story" i "My Fair Lady", i la marxa "The Olympic Spirit".
Els músics que intervingueren en aquest primer concert foren:
Manuel Ramon Mas, Joan Carles Escandell Roig, Josep Colom Marí, Vicent Prats Tur, Antoni Palau Tur, Lídia Riera Roig, Josefina Cardona Tur, Lurdes Roig Roig, Santiago Marí Serra, Domingo Igea Sainz, Albert Jiménez, Joan Roig Roig, Santiago Moreno, Manuel Marí Bueno, Salvador Marín García, Raquel Costa Ferrer, Jaime Manuel Ribas, Josep Torres Bonet, Joan Palau Tur, Jordi E. Ortiz Guerrero, Jaume Costa Ferrer, Jaume Ferrer Serra, Antoni J. Moya Roig, Mònica Alcoba García, Daniel Giménez Torres, Antoni J. Marín García, Josep M. Cardona Tur, Vicent Bufí Escandell, Raúl Gálvez Colomar, Maribel Roig Roig, Anna Maria Corona Bonet, Ferran Navas Alcántara, Dolors Costa Ferrer, Gilbert Tur Riera, Salvador F. Navarro, Josep Roig Miguel, Jesus Sansano Molió, Diego Corona Gordillo, Alejo Ribas Vilás, Valerià García, Plácido Morales Domingo, Manuel J. Camanforte Calero i David Adán Llavero. També hi col·laborà com a monitor, Joan Mas Costa.

## L'antiga Banda Municipal d'Eivissa
A iniciativa de Bartomeu Marí Mayans, Joan Escandell Ferrer i Manuel Verdera Ferrer, que organitzaren rifes i altres activitats encaminades a recaptar els diners per a la compra dels instruments musicals dels vint músics que componien la incipient Banda de Música, el batle Francesc Medina Puig signava l'any 1925 la creació de la Banda Municipal de Música d'Eivissa i l'Escola Municipal de Música. Al projecte, s'hi sumaren gairebé tots els músics d'aquell temps; després d'uns mesos de preparació, el 19 de desembre del mateix any, la banda oferia el primer concert al Teatre Pereira sota la batuta de Florenci Durany; el 1930, per malaltia del director, pren possessió de la direcció de la banda el tenor i compositor Joan Gamisans Arabí, que per raons de salut l'ha de deixar el 1932. Casimiro Cemborain el succeeix fins al setembre de 1943, i, aquest any, de manera interina, se’n fa càrrec l'eivissenc Victorí Planells Roig, que el 1955 passa a ser-ne definitivament el director, càrrec que va exercir fins a la seua jubilació, el 1980. La successió del professor Victorí Planells Roig va ser doble: la direcció de la banda fou assumida interinament per Manuel Marí Bueno i l'Associació Pro Música de les Pitiüses —la presidia Joan Antoni Torres Planells —, amb la col·laboració de Gilbert Tur Riera i Diego Corona Gordillo com a professors; Pro Música es va fer càrrec de l'Escola Municipal de Música fins a 1981, en què fou nomenat director de la banda Rafael Martínez Castillo, que també assumí la direcció de l'Escola Municipal de Música. L'any 1984 es dissol la Banda Municipal de Música, i el 1989 l'Escola de Música. El 1986, l'Ajuntament d'Eivissa crea el Patronat Municipal de Música i, el 1989, encarrega a Pro Música la nova estructuració de l'escola musical i el seu funcionament, així com l'organització de la nova Banda Municipal de Música; poc després, el 1990, pren possessió, com a director del Patronat, Manuel Ramon Mas, el qual assumeix també la direcció de l'escola musical i de la banda, que ara passa a anomenar-se Banda de Música Ciutat d'Eivissa.

## Adolfo Villalonga Juan (Director 2013 - 2019)
Nascut a Eivissa el 1970, Adolfo Villalonga Juan va començar estudis d'harmonia amb el compositor Raymond Andres, simultanejant amb els de trombó i piano amb Miquel Badia i Vera Sykora, respectivament. Acabat el grau mitjà al Conservatori Professional de Balears, continua estudis al Conservatori Superior de Barcelona amb Xavier Boliart i Àngels Rexach, obtenint les llicenciatures superiors de llenguatge, composició, direcció coral, pedagogia i direcció d'orquestra en l'esmentat centre.
Posteriorment realitza cursos de perfeccionament amb Albert Guinovart, Albert Sardà, Joan Albert Amargós, Lluís Vergès, tallers de música per a la imatge en els cursos Manuel de Falla a Granada, i art radiofònic amb José Iges al CDMC a Madrid. Ha realitzat nombrosos concerts amb caràcter pedagògic en centres d'Eivissa i Barcelona, concerts diversos d'orgue amb música de tecla espanyola del renaixement i barroc espanyol, així com diversos muntatges musicals en pel·lícules d'autor i exposicions artístiques.
Des de 1998 resideix a Eivissa on és professor de fonaments de composició al Conservatori professional d'Eivissa, així com a director titular de la Banda Simfònica Ciutat d'Eivissa [Patronat Municipal de Música de l'Ajuntament d'Eivissa], respectivament.
Ha compost obra simfònica, coral, de cambra, de repertori bandístic, una òpera de cambra, així com diferents i variats arranjaments per a formacions heterogènies clàssiques i grups moderns.